# Stade Francis-Le-Basser
Le stade Francis-Le-Basser est le stade principal de Laval (Mayenne), en France.
Le Stade lavallois, le club professionnel de football de la ville, en est le club résident prioritaire.

## Histoire
Après avoir disputé quelques matches dans un champ du quartier de la Senelle, le Stade lavallois se fixe dès 1902, année de sa fondation, sur le champ de la Croix. Aménagé, ce champ devient le Stade Jean-Yvinec dans les années 1930, en mémoire d'un jeune joueur du club décédé à l'âge de 26 ans.
D'importants travaux sont réalisés dans les années 1960 à l'initiative de Francis Le Basser, maire de Laval jusqu'en mars 1971, pour l'aménagement d'un parc des sports à quelques centaines de mètres du Stade Jean-Yvinec. D'abord nommé « parc municipal », ce stade à l'architecture jugée très moderne pour l'époque est ouvert au public le 10 juin 1969 à l'occasion de la fête de la Jeunesse des écoles publiques, et accueille dès le mois d'août 1970 certains matches de l'équipe première du Stade lavallois. Président du club pendant 40 ans, Francis Le Basser inaugure lui-même le stade qui porte depuis quelques mois son nom, le 4 décembre 1971,.
La capacité d'accueil est portée de 11 000 à 20 000 places en 1978. En 1980, le stade est parmi les moins bien éclairés de Division 1, avec 425 lux.
L'enceinte lavalloise offrait en 2015 une capacité de 18 607 places, dont 10 607 assises, d'après le site officiel du club, 18 467 d'après la LFP. En 2022, la capacité du stade est de 11 107 places dont 10 107 assises.
Les dimensions du terrain de jeu sont de 104 m × 68 m et l'éclairage est de 972 lux. Près du stade Francis-Le-Basser, un parking de 600 places est à la disposition des spectateurs sur l'ancien hippodrome et le foirail.

## Affluence
La plus grande affluence connue dans ce stade date de la saison 1979-1980, lors de la réception par le Stade lavallois de l'AS Saint-Étienne le 24 août 1979. Les Stéphanois s'étaient imposés 3 à 2 devant 20 849 spectateurs. Autre affluence record, toujours contre Saint-Étienne, le 4 décembre 1976. Laval gagne 3 à 1 devant 20 000 spectateurs.

## Modifications
La tribune Honneur est rénovée en 1989.
Lors de la saison 2001-2002, le stade Francis-Le-Basser connaît quelques modifications. Outre la suppression de la piste d'athlétisme, une nouvelle tribune est construite, nommée Tribune Nord, afin de répondre aux normes de la Ligue Nationale de Football. Cette nouvelle tribune remplace l'ancienne tribune « Premières ». C'est une tribune tubulaire.
Lors de la deuxième partie de saison 2012-2013, le stade Francis-Le-Basser dispose dans le virage ouest d'une tribune tubulaire pour pallier la fermeture de la tribune Crédit Mutuel, fermée pour des raisons de travaux. Cette même tribune est démontée à la fin des travaux de la tribune Crédit Mutuel, à la fin de la saison 2012-2013. De 2015 à 2017, Laval Agglomération propriétaire du stade fait de multiples rénovations : la conformité de la vidéo-protection, la création d'un poste centrale « sécurité », l'optimisation de la sonorisation, un nouveau plan d'accès aux vestiaires, aux loges et à la pelouse, une nouvelle chaufferie et enfin, tous les sièges de la tribune Actual sont changés. Pour assurer un niveau d'éclairage du terrain conforme aux normes de la Fédération française de football, un quart des lampes a été renouvelé, de manière préventive début 2017.
En 2021, c'est au tour de la tribune Crédit Mutuel de voir l'ensemble de ses sièges remplacés, sur le même modèle que la tribune Actual. Une plateforme réservée aux personnes à mobilité réduite est installée.
Un projet de nouveau stade ou rénovation totale du stade Le-Basser est à l'étude. Un stade moderne, fermé (avec quatre tribunes) est souhaité, avec un chantier achevé en 2025 ou 2026.
Le 14 mai 2024, la ville de Laval, le Stade lavallois et Laval Agglo officialisent leur accord de rénovation du stade. Il est prévu que d'ici 2030, la tribune Crédit Mutuel soit rallongée ainsi que 2 nouvelles tribunes derrière les buts soient créées. Un musée et une boutique du club sont également prévus à l'entrée principale sur l'Avenue Pierre de Coubertin. Une statue en bronze de l'entraîneur historique Michel le Milinaire est au programme avec un financement participatif. Le Stade Francis Le Basser verraient ainsi sa capacité passer entre 12 000 et 14 000 places assises. La cagnotte pour la statue à l'effigie de Michel Le Milinaire est lancé le 12 décembre 2024 avec un objectif de 50 000 € à atteindre via la plateforme HelloAsso.

## Utilisation

### Football

#### Matchs internationaux espoirs
| Date               | Compétition  | Équipe 1       | Équipe 2      | Score | Affluence |
| ------------------ | ------------ | -------------- | ------------- | ----- | --------- |
| 1er septembre 2017 | Match amical | France espoirs | Chili espoirs | 1 - 1 | 4 300     |

#### Matchs internationaux féminins
| Date             | Compétition            | Équipe 1 | Équipe 2         | Score | Affluence |
| ---------------- | ---------------------- | -------- | ---------------- | ----- | --------- |
| 22 novembre 2014 | Match amical           | France   | Nouvelle-Zélande | 2 - 1 | 9 300     |
| 28 février 2019  | Match amical           | France   | Allemagne        | 0 - 1 | 10 238    |
| 15 février 2023  | Tournoi de France 2023 | France   | Danemark         | 1 - 0 | 7 409     |
| 18 février 2023  | Tournoi de France 2023 | Danemark | Norvège          | 2 - 0 | 683       |
| 21 février 2023  | Tournoi de France 2023 | Danemark | Uruguay          | 3 - 2 | 548       |

Le stade Francis-Le-Basser est retenu pour accueillir trois matches du Tournoi de France en février 2023.